# Église Sainte-Pétronille de La Pernelle
Pour les articles homonymes, voir Pétronille.
L'église Sainte-Pétronille de La Pernelle est un édifice catholique qui se dresse sur le territoire de la commune française de La Pernelle, dans le département de la Manche, en région Normandie. L'édifice est partiellement inscrit au titre des monuments historiques.

## Localisation
L'église Sainte-Pétronille surnommée « la vigie du Val de Saire » est située au sommet de la colline sur la commune de La Pernelle, forme populaire au Moyen Âge de Pétronille, dans le département français de la Manche. Depuis le belvédère, situé à 90 mètres où est bâti l'église, il est possible de voir Réville, Montfarville, Barfleur, le phare de Gatteville, les côtes du Calvados avec les falaises de Grandcamp.

## Historique
Durant la Seconde Guerre mondiale, les Allemands installent sur ce promontoire un radar de type Bernhard haut de 27 mètres protégé par deux batteries. Hautement stratégique sur cette côte, la commune a subi de nombreux bombardements par les alliés détruisant la nef de l’église, seul son clocher en bâtière datant du XIe siècle a pu être sauvé et restauré,. L'église a été reconstruite en 1955 selon les plans de l'architecte O. Lahalle, et sa bénédiction eut lieu le 13 août 1956.
Le cimetière possède une tombe avec une épitaphe remarquable : « Bon époux et bon père - Priez Dieu pour lui - Ici j’attends ma femme - Le plus tard possible ».

## Description

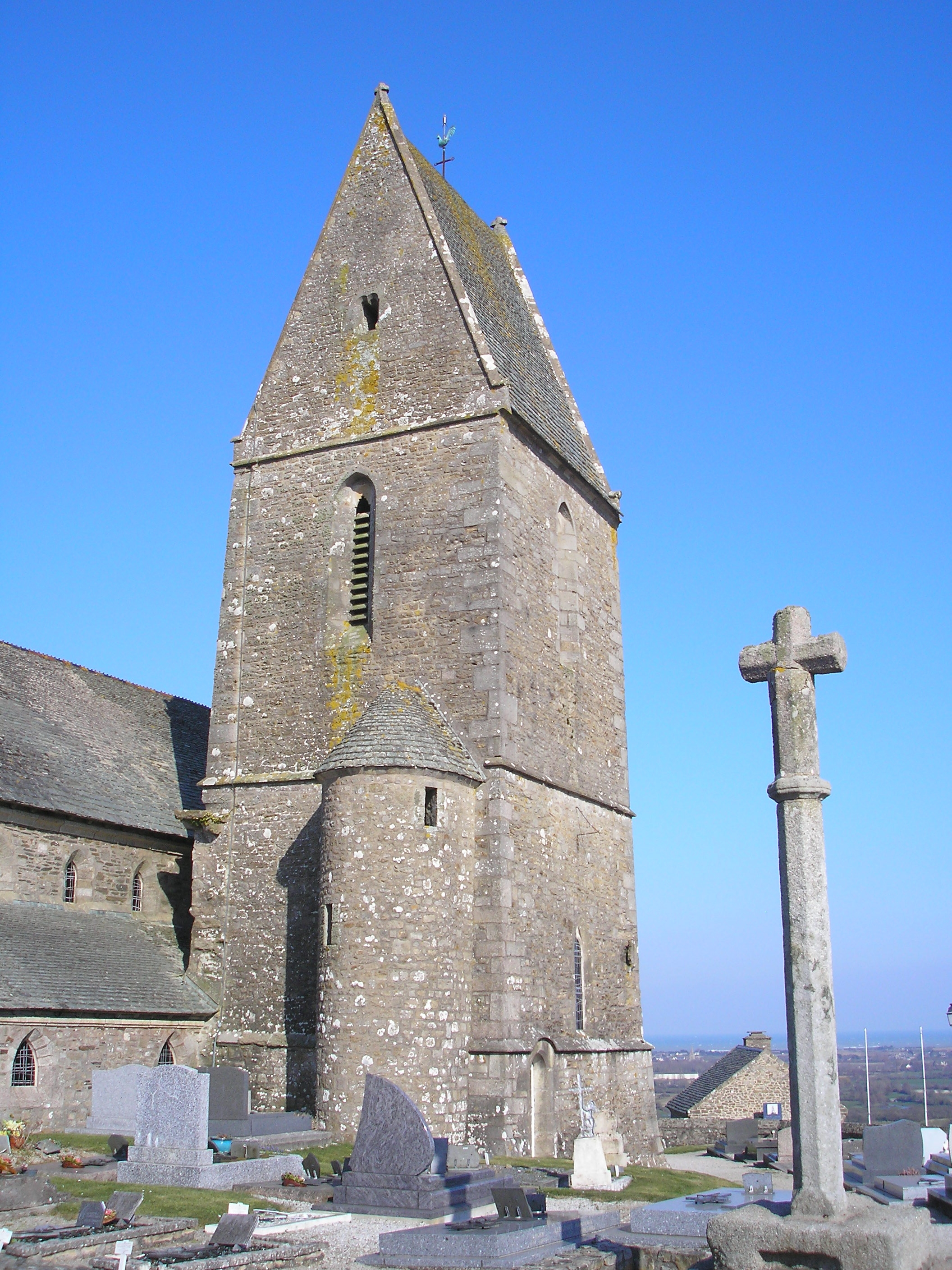
Le clocher.

## Protection
Le clocher est inscrit au titre des monuments historiques par arrêté du 5 mai 1975.

## Mobilier
L'église abrite notamment une éducation de la Vierge du XVIIe siècle, des fonts baptismaux du XVIIe siècle et une verrière du XXe siècle de P. Chevalley.

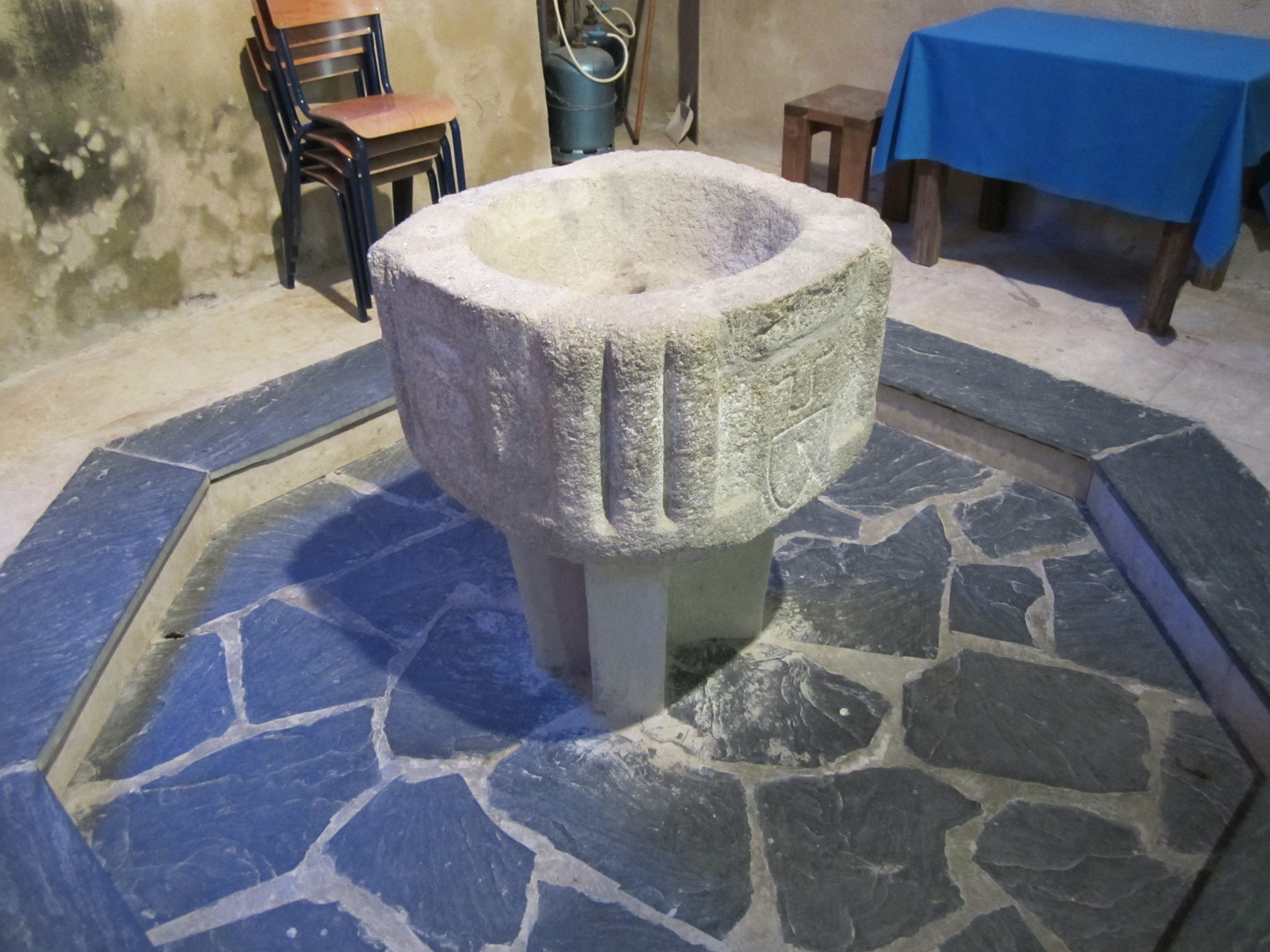
Les fonts baptismaux.
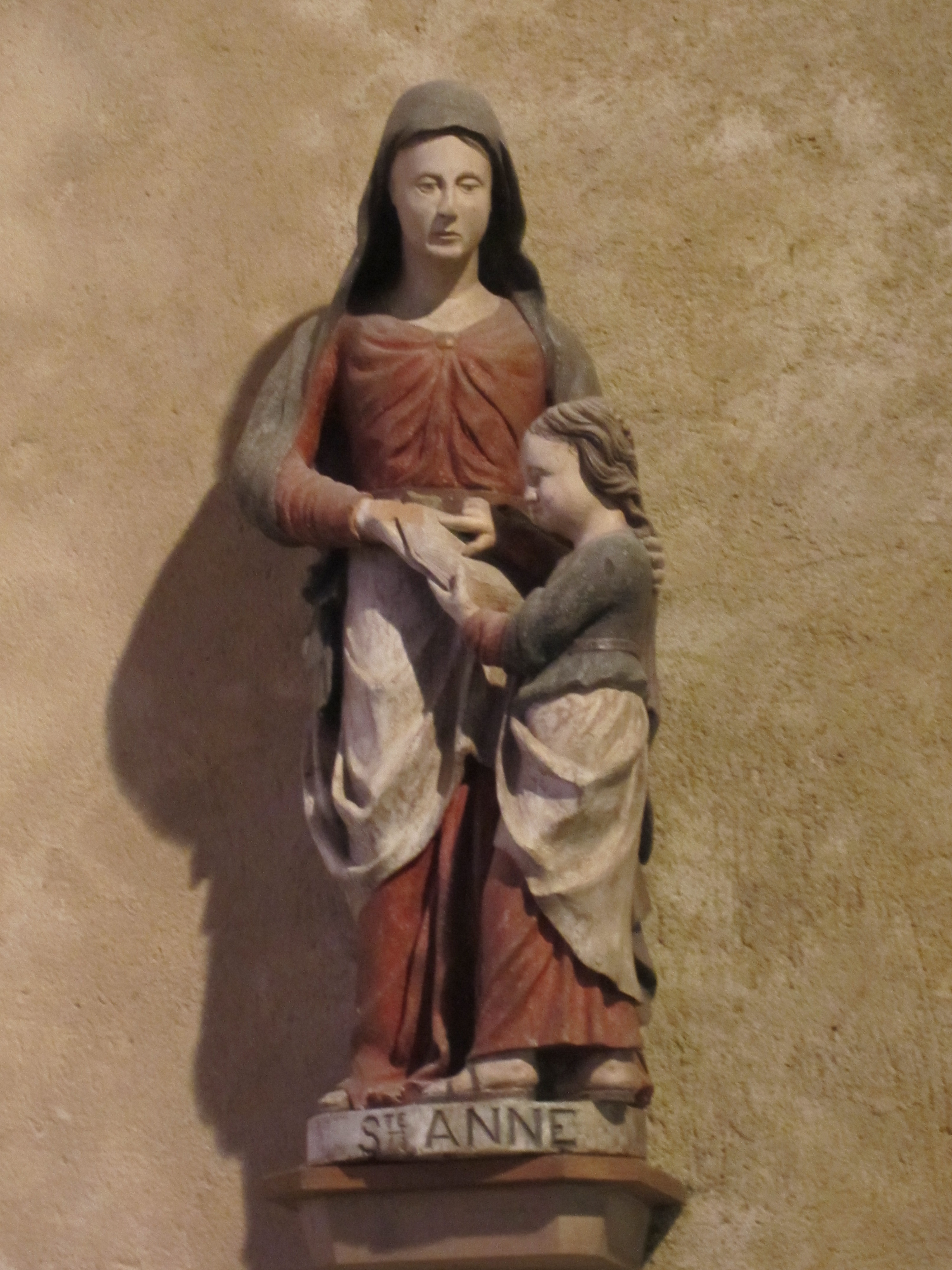
La statue de sainte Anne.